# Psychomyia birushka
Psychomyia birushka is een schietmot uit de familie Psychomyiidae. De soort komt voor in het Palearctisch gebied.